# Ophiusa
Ophiusa  is een geslacht van vlinders uit de familie spinneruilen (Erebidae).

## Soorten
- O. albivitta Guenée, 1852
- O. ambigua (Gerstaecker, 1871)
- O. anomala (Berio, 1956)
- O. cancellata (Saalmüller, 1891)
- O. conspicienda (Walker, 1858)
- O. coronata (Fabricius, 1775)
- O. costiplaga Hulstaert, 1924
- O. crameri Moore, 1885
- O. dargei (Laporte, 1977)
- O. david (Holland, 1894)
- O. davidioides (Strand, 1918)
- O. despecta (Holland, 1894)
- O. diagramma Lower, 1903
- O. dianaris (Guenée, 1852)
- O. digona (Mabille, 1879)
- O. dilecta Walker, 1865
- O. discriminans Walker, 1858
- O. disjungens Walker, 1858
- O. finifascia (Walker, 1858)
- O. flavociliata (Aurivillius, 1925)
- O. fulvotaenia Guenée, 1852
- O. gonoptera Hampson, 1910
- O. grandidieri (Viette, 1966)
- O. hituense Pagenstecher, 1884
- O. hopei Boisduval, 1833
- O. hypoxantha (Hampson, 1918)
- O. inangulata (Gaede, 1917)
- O. indistincta Moore, 1882
- O. legendrei Viette, 1967
- O. mabillei (Viette, 1975)
- O. maraisi (Hacker, 2004)
- O. mejanesi (Guenée, 1852)
- O. melaconisia Hampson, 1905
- O. microtirhaca Sugi, 1990

- O. mimetica (Berio, 1954)
- O. nocturnia Hampson, 1902
- O. novenaria Lucas, 1898
- O. obsolescens (Hampson, 1918)
- O. olista Swinhoe, 1893
- O. overlaeti Berio, 1956
- O. parcemacula Lucas, 1891
- O. pelor (Mabille, 1881)
- O. praetermissa Warren, 1913
- O. pseudotirhaca (Berio, 1956)
- O. punctiquadrata (Berio, 1974)
- O. rectificata (Berio, 1841)
- O. recurvata (Hampson, 1913)
- O. reducta (Mabille, 1880)
- O. rogata (Berio, 1954)
- O. rufescens (Hampson, 1913)
- O. salita Distant, 1898
- O. salmus Guenée, 1852
- O. selenaris (Guenée, 1852)
- O. simplex Berio, 1978
- O. subdiversa (Prout L. B., 1919)
- O. tettensis (Hopffer, 1857)
- O. tirhaca (Cramer, 1773)
- O. trapezium Guenée, 1852
- O. triphaenoides Walker, 1858
- O. tumidilinea Walker, 1858
- O. tumiditermina Hampson, 1910
- O. umbrilinea Hampson, 1902
- O. verecunda (Holland, 1894)
- O. violascens Hampson, 1902
- O. violisparsa (Prout L. B., 1919)
- O. waterlooti Viette, 1982
- O. waterloti Viette, 1982
- O. xylochroa (Druce, 1912)